# Gottlieb Spangenberg
Johan Gottlieb Spangenberg (i riksdagen kallad Spangenberg i Örebro), född 20 november 1847 i Arboga, död 11 december 1930 i Örebro, var en svensk läroverksadjunkt och politiker (liberal).
Gottlieb Spangenberg, som var son till en sadelmakare, blev filosofie kandidat vid Uppsala universitet 1872 och var adjunkt vid högre allmänna läroverket i Örebro 1873–1913, med ett uppehåll för åren 1886–1895 då han var tillförordnad rektor vid Askersunds lägre allmänna läroverk. Han var ledamot i Örebro stadsfullmäktige 1883–1886 samt 1899–1914 och var under tiden i Askersunds stads drätselkammarens ordförande.
Han var riksdagsledamot i andra kammaren för Örebro valkrets 1900–1902 och tillhörde i riksdagen Liberala samlingspartiet. Han var bland annat ledamot i tillfälliga utskottet 1901–1902. I riksdagen skrev han en egen motion om inrättande av ett folkskollärarseminarium i Örebro.

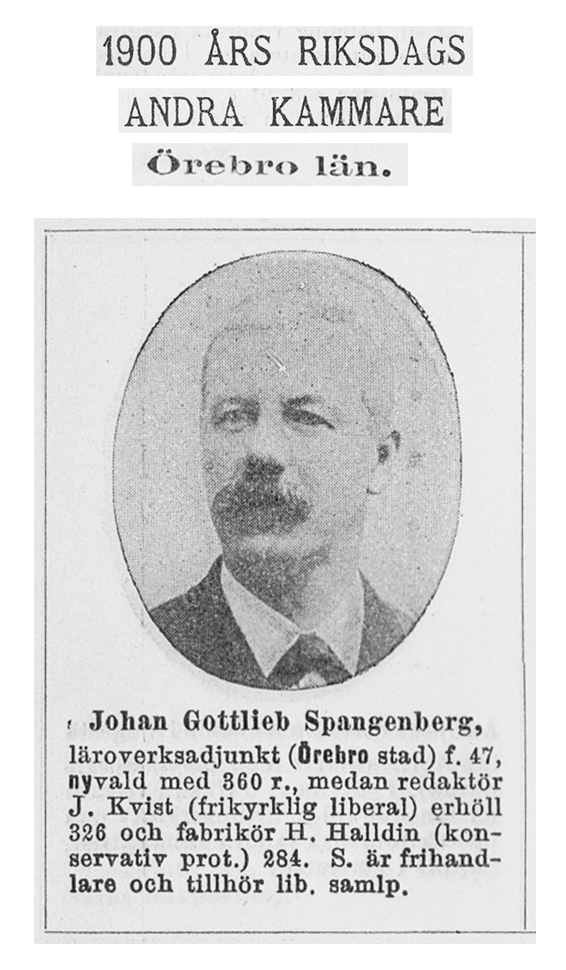
1900 års riksdag